# Alberta Highway 2
Der Alberta Highway 2 (AB2) verläuft im Wesentlichen von Süden in den Norden der kanadischen Provinz Alberta und verbindet die beiden Metropolen Calgary und Edmonton. Er hat eine Länge von 1225 km. Teile des Highways sind Bestandteil des National Highway Systems, ein nördlicher Abschnitt gehört zur Northern Woods and Water Route. Außerdem gehört der Abschnitt zwischen Fort Macleod und Calgary zum CANAMEX Corridor.

## Streckenverlauf
Die Route beginnt an der Grenze zu den Vereinigten Staaten am Grenzübergang Carway. Auf US-amerikanischer Seite wird der Highway als U.S. Route 89 fortgeführt. Die Route führt nach Norden, der erste größere Ort ist Cardston. Im Norden von Cardston kreuzt Highway 5, der von hier aus in westlicher Richtung zum Waterton-Lakes-Nationalpark führt sowie in östlicher Richtung nach Lethbridge. Weiter nördlich trifft der Highway in Fort Macleod auf den Crowsnest Highway, die Ortsdurchfahrt durch Fort McLeod verläuft in gemeinsamer Streckenführung. Ab Fort McLeod ist der Highway zumindest vierspurig ausgebaut, die Kreuzungen mit untergeordneten Straßen sind meist niveaugleich ausgeführt, die mit Straßen höherer Ordnung sind mit Systemen ausgestattet, die bei den deutschen Autobahnanschlussstellen Anwendung finden.
Die Strecke führt nordwärts Richtung Calgary. Die entlang der Route liegenden Orte werden meist umfahren, vom Highway 2 zweigen jedoch als Highway 2A bezeichnete Straßen ab, die dann parallel zum Highway 2 dann durch die entsprechenden Orte führen, so z. B. in High River. Die Route trifft südlich von Calgary auf den Cityring von Calgary, Highway 201. Dieser ist noch unvollständig ausgebaut, er endet vorerst westlich vom Highway 2. Highway 2 führt durch Calgary entlang des Bow Rivers. Östlich vom Stadtzentrum (Downtown Calgary) verlässt er das Tal des Bow Rivers, der von Westen her kommt, die Route führt weiter nach Norden wieder zum Cityring. Auf dem Abschnitt zum Cityring kreuzen sich noch Highway 2 und Highway 1, dem Trans-Canada Highway. Östlich der Route liegt der Calgary International Airport, der durch Highway 2 erschlossen wird. Der auf die Kreuzung mit dem Cityring folgende Abschnitt des Highways wird auch Queen Elizabeth II Highway genannt, diese Bezeichnung gilt entlang der gesamten Strecke bis Edmonton. Die Route führt durch Airdrie nach Red Deer, welches dann wieder umfahren wird.
Nördlich von Leduc liegt der Flughafen Edmontons, der Edmonton International Airport, auch dieser wird von Highway 2 erschlossen. Nördlich des Flughafens trifft Highway 2 auf den Cityring Edmontons, den Highway 216. Highway 2 führt nordwärts in das Innere der Stadt, führt jedoch nicht durch die Stadtmitte, sondern wird westlich davon vorbeigeführt. Dabei verläuft ein Teilabschnitt gemeinsam mit dem Cityring im Westen der Stadt, sowie der folgende Abschnitt gemeinsam mit Highway 16, dem Yellowhead Highway. Dieser wird jedoch nach 7 km wieder verlassen, Highway 2 führt weiter nach Norden, ab Edmonton ist der Highway wieder zweispurig.
In Athabasca trifft Highway 2 auf Highway 55, ab dieser Kreuzung ist Highway 2 Bestandteil der Northern Woods and Water Route, einer Touristenstraße. Highway 2 verläuft weiter in nordwestlicher Richtung und trifft auf den Lesser Slave Lake, an dessen Südufer verläuft die Strecke nach High Prairie. Westlich davon kreuzt Highway 49, damit endet auch die Auszeichnung als Northern Woods and Water Route. Die Route führt wieder nach Norden bis nach Peace River. Dort wird der Peace River überquert, der nördlichste Punkt von Highway 2 wird damit erreicht. Die Route führt dann westwärts, um dann nördlich von Grimshaw nach Süden abzubiegen. Die Strecke verläuft in südwestlicher Richtung und trifft in Rycroft nochmals auf Highway 49. Weiterhin geht die Streckenführung nach Süden zur Stadt Grande Prairie. Im Norden der Stadt trifft der Highway auf Highway 43, in den er dann einmündet und damit endet.

## National Highway System
Der Abschnitt zwischen Fort McLeod ab dem Highway 3 und Edmonton am Cityring Highway 216 wird als Bestandteil des National Highway System (NHS) geführt. Er hat eine Streckenlänge von 448 km und gehört zu den Core Routes, dem Kern des Systems. Auch der nördliche Abschnitt zwischen Donnelly und Grimshaw, der Bestandteil des NHS ist, wird unter den Core Routes aufgeführt. Dieser Abschnitt hat eine Länge von 82 km.

## Trivia
Vor 1940 wurde Highway 2 als Highway 1 geführt, dementsprechend waren die Abschnitte des Highway 1 als Highway 2 bezeichnet.